# Васо Пелагич
Васо Пелагич (серб. Васо Пелагић; 1838, Горні-Жабар — 25 грудня 1899, Пожареваць) — османський і сербсько-боснійський політичний діяч, революційний демократ, соціаліст-утопіст, учасник соціалістичного і національно-визвольного руху на території Сербії, Боснії і Герцеговини, педагог, народний лікар.

## Біографія
Народився в селянській родині, закінчив нижчу гімназію, в 1857 році вступив у Белградську духовну семінарію. У 1860 році став учителем сербскоязичной початкової школи в Брчко, при якій заснував один з перших в Боснії сербських читальних залів.
У 1863 році виїхав до Російської імперії, де вступив до Московського університету і вчився там два роки, вивчаючи політичну історію і медицину і звівши знайомство з російськими революційними демократами, які справили великий вплив на його світогляд.
У 1865 році повернувся до Боснії, в місто Баня-Лука, де заснував сербську православну семінарію, що стала однією з перших в Боснії. У семінарії він проповідував свої ідеї, в 1867 році видав в Белграді «Руковођу за српско-Босанска, херцеговачке, старосрбіјанске і македонські учітеље». За свої ліберальні педагогічні погляди піддавався цькуванню з боку представників різних віросповідань в Боснії, проте став архімандритом. За критику османського правління в Боснії був в 1869 році висланий в Малу Азію. У 1871 році зумів втекти із заслання за допомогою російських і через Константинополь дістався до Сербії, де деякий час працював у товаристві «Уједіњене омладіје српске», потім на час поїхав в Цетинє (Чорногорія), де брав участь в русі «Дружині за ослобођење српства». У 1872 році він відправився в Нові-Сад, в 1873 році послідовно проживав в Граці, Празі, Трієсті і Цюріху, в результаті відмовившись від релігійних служб.
У 1875 році взяв активну участь в боснійському повстанні проти османського панування. Після того, як території Боснії австро-угорськими військами в 1878 році виступив з категоричними протестами проти окупації. У 1880-х роках жив у Сербії, але через пропаганду соціалістичних ідей кілька разів висилали в Болгарію і Румунію; співпрацював в газеті Српски занатліја. На початку 1890-х років був одним з організаторів створення в країні робітників і ремісничих товариств, з яких в 1892 році виникла Соціалістична партія Сербії. У 1895 році заснував в Белграді газету «Соціал-демократ», перекладав статті соціалістичної тематики з болгарського. В результаті антиурядових дій був арештований, публічно позбавлений сану і поміщений в психіатричну лікарню, а потім у в'язницю, де і помер.